# N-cel
Entero-endocriene N-cellen bevinden zich in de dunne darm. Hun aantal neemt vanaf het begin van de dunne darm tot aan het eind van de dunne darm toe, met de hoogste concentraties in de kronkeldarm. Ze geven neurotensine af en reguleren de samentrekking van glad spierweefsel.